# Fabio Padoa-Schioppa
Fabio Padoa-Schioppa (Napoli, 7 gennaio 1911 – Milano, 12 agosto 2012) è stato un dirigente d'azienda italiano.

## Biografia
Dopo essersi laureato in giurisprudenza alla Statale di Milano, nel 1937 cominciò a Vienna la sua carriera di assicuratore assieme alla moglie Stella Schwarz. Nello stesso anno nacque il suo primo figlio Antonio, che diventerà uno storico, un giurista e preside della facoltà di giurisprudenza della Università Statale di Milano. Nel 1938, a causa dell'Anschluss e alle leggi razziali naziste (la moglie era cristiana ma di origini ebraiche), tornò in Italia e si trasferì a Firenze dove riprese gli studi alla facoltà di lettere e filosofia dell'Università degli Studi di Firenze. Nel 1940 ebbe un secondo figlio, Tommaso che diventerà poi un economista e un politico con varie cariche nell'Unione europea nonché Ministro dell'economia e delle finanze nel governo Prodi II.
Durante la seconda guerra mondiale combatté come ufficiale in Africa, catturato dai britannici rimase in un campo di prigionia fino al 1945 e ritornò in patria nello stesso anno. Dal 1945 al 1949 insegnò storia e filosofia al liceo Scientifico "G. Marconi" di Chiavari (GE), nato nel 1941 come succursale dei Liceo Scientifico "G.D. Cassini" di Genova. Nel 1949 ritornò a fare l'assicuratore prima per Alleanza e dal 1953 per Assicurazioni Generali a Trieste, dove percorse  le tappe di una carriera che lo portò a ricoprire la carica di amministratore delegato dal 1970 al 1976.
Nel 1973 fondò la Geneva Association (International Association for the Study of Insurance Economics) assieme all'economista francese Raymond Barre e all'economista italiano Orio Giarini e ricoprì la carica di presidente della stessa dal 1975 al 1983. In Italia fondò l'IFA (Istituto Nazionale per la formazione professionale assicurativa), oggi ANIA-ARI (Associazione Nazionale fra le Imprese Assicuratrici-Assicurazione, Ricerca, Innovazione) e nel 1987 contribuì alla fondazione del CINEAS (Consorzio Universitario per l'Ingegneria nelle Assicurazioni). Fu anche primo presidente del CEA (Comité Européen des Assurances) e consigliere del CNEL (Consiglio nazionale dell'Economia e del Lavoro). È morto a Milano nel 2012 a 101 anni d'età.